# Contea di Tuscarawas
La contea di Tuscarawas (in inglese Tuscarawas County) è una contea dello Stato dell'Ohio, negli Stati Uniti. La popolazione al censimento del 2020 era di 93 263 abitanti. Il capoluogo di contea è New Philadelphia.

## Geografia

### Contee adiacenti
- Contea di Stark (nord)
- Contea di Carroll (nord-est)
- Contea di Harrison (sud-est)
- Contea di Guernsey (sud)
- Contea di Coshocton (sud-ovest)
- Contea di Holmes (nord-ovest)

### Suddivisioni amministrative

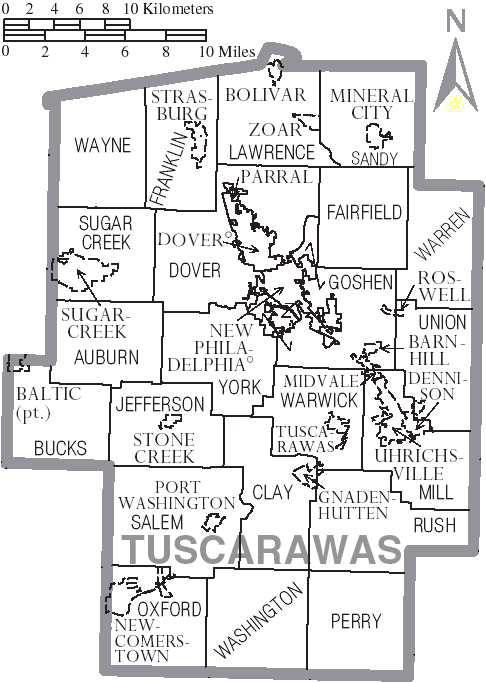
Mappa della contea di Tuscarawas

#### Città
- Dover
- New Philadelphia (capoluogo)
- Uhrichsville

#### Comuni
- Baltic
- Barnhill
- Bolivar
- Dennison
- Gnadenhutten
- Midvale
- Mineral City
- Newcomerstown
- Parral
- Port Washington
- Roswell
- Schoenbrunn
- Stone Creek
- Strasburg
- Sugarcreek
- Tuscarawas
- Zoar

#### Unincorporated communities
- Barrs Mills
- Bernice
- Blackband
- Columbia
- Eastport
- Gilmore
- Glasgow
- Goshen
- Hartwood
- Lock Seventeen
- Mount Tabor
- New Cumberland
- Newport
- Peoli
- Postboy
- Ragersville
- Rockford
- Schoenbrunn
- Somerdale
- Stillwater
- Wainwright
- West Chester
- Winfield
- Wolf
- Yorktown
- Zoarville